# 原嶋睦夢
原嶋 睦夢（はらしま あゆむ、2004年7月12日 - ）は、日本の女子バレーボール選手である。

## 来歴
熊本県出身。
2020年、熊本信愛女学院高等学校に進学。2022年、第21回アジアジュニアバレーボール選手権の候補選手に選ばれる。2023年、全日本高等学校選手権大会（春高バレー）でベスト4に進出。2022/23シーズン、V.LEAGUE DIVISION1 WOMEN（V1女子）に所属するNECレッドロケッツの内定選手となった。内定選手としてV1女子の試合に出場し、Vリーグデビューを果たした。
2023年、高校卒業後に、NECレッドロケッツに入団した。

## 所属チーム
- 熊本信愛女学院高等学校（2020-2023年）
- NECレッドロケッツ/NECレッドロケッツ川崎（2023年-）